# 康福浪漫
康福浪漫（Conforama）目前是歐洲第二大家具零售連鎖店，在法國、西班牙、瑞士、葡萄牙、盧森堡、義大利、克羅地亞擁有200多家商店。
1967年，第一家康福浪漫在聖普列斯特（Saint-Priest）開業，佔地2500平方公尺。
1994年與統一集團合資成立公司後在臺開過分店，分別為大直店與中和店，在臺的最後一家分店於2003年3月16日結束營業。